# ألتريتامين
ألتريتامين هو علاج كيميائي. وافقت إدارة الغذاء والدواء الأمريكية على استخدامه في عام 1990.

## الاستخدامات
يستخدم كعامل منفرد في العلاج الملطف للمرضى الذين يعانون من سرطان المبيض المستمر أو المتكرر بعد علاج الخط الأول باستخدام السيسبلاتين والتركيبة القائمة على عامل ألكلة.
لا يعتبر علاجًا من الدرجة الأولى، ولكنه قد يكون مفيدًا كعلاج إنقاذي. كما أنه يتميز بكونه أقل سمية من الأدوية الأخرى المستخدمة في علاج سرطان المبيض المقاوم.

## آلية
الآلية الدقيقة التي يؤثر بها ألتريتامين المضاد للسرطان غير معروفة ولكن مصنفة من قبل نظام فهرسة المواضيع الطبية كعامل مؤلكل مضاد للورم.